# Papier buvard

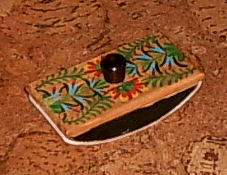
Tampon buvard

Le papier Buvard (ou plus simplement le buvard, du verbe « boire ») est un papier poreux capable d'absorber par capillarité une petite quantité de liquide. Il sert principalement à sécher l'encre aqueuse lorsqu'on écrit ou qu'on dessine avec une plume : l'encre pouvant être déposée irrégulièrement et séchant lentement peut provoquer taches et maculatures, l'usage du buvard est souvent nécessaire. Avec le stylo-plume dont l'encre est régulée et sèche plus rapidement, puis les autres outils d'écriture (stylo à bille, feutre) cet usage est devenu moins fréquent. Le buvard au début du XXe siècle a constitué un support publicitaire de choix et les buvards sont devenus des objets de collection.
Le papier buvard est composé d'un mélange de pâte chimique au bisulfite et de pâte mécanique, sans charge ni colle, et sans apprêt mécanique. Le grammage va de 80 à 250 grammes au mètre carré et même 400 grammes/m2 (sous le nom de papier de décharge). Il peut être utilisé comme sous-main.

## Histoire
Ce type de papier serait attesté en Angleterre au XVe siècle. Selon certaines légendes, il aurait été inventé à la suite d'une erreur de dosage (oubli de la colle) dans la fabrication d'un papier. Il succède au XIXe siècle au sable, sorte de poudre à base de pierre ponce que l'on versait auparavant sur la feuille d'écriture pour la sécher.
Un papier buvard pouvait être monté sur un support cintré muni d'une poignée : le tampon-buvard était un accessoire de bureau courant.

## «Papibeverophilie»
Le collectionneur s'appelle un papibeverophile, un papibeveriste, ou aussi un pictopublicephile, néologismes forgés à partir de latin ou de grec et diversement utilisés.
Les buvards sont collectionnés soit d'une manière globale, soit par thématique : fables, autos, alcools, alimentation, habillement, produits pharmaceutiques, marques célèbres, illustrateurs, etc.
Parmi les collectionneurs français, on en dénombre une vingtaine possédant plus de 10 000 buvards différents.[réf. nécessaire]
Des grandes marques ont édité des séries de buvards devenus des incontournables de la collection.
Des dizaines voire des centaines de milliers de modèles de buvards publicitaires peuvent entrer dans cette collection, par exemple : Bic par Savignac, Gaz et électricité par Hervé Morvan, Pierre Fix-Masseau, Lefor Openo, La vache qui rit (Beuville), Graf (Joé Bridge), parapluies Revel (Cappiello), Moutarde Parizot (Poulbot), Pétrole Hahn (Cassandre), etc.

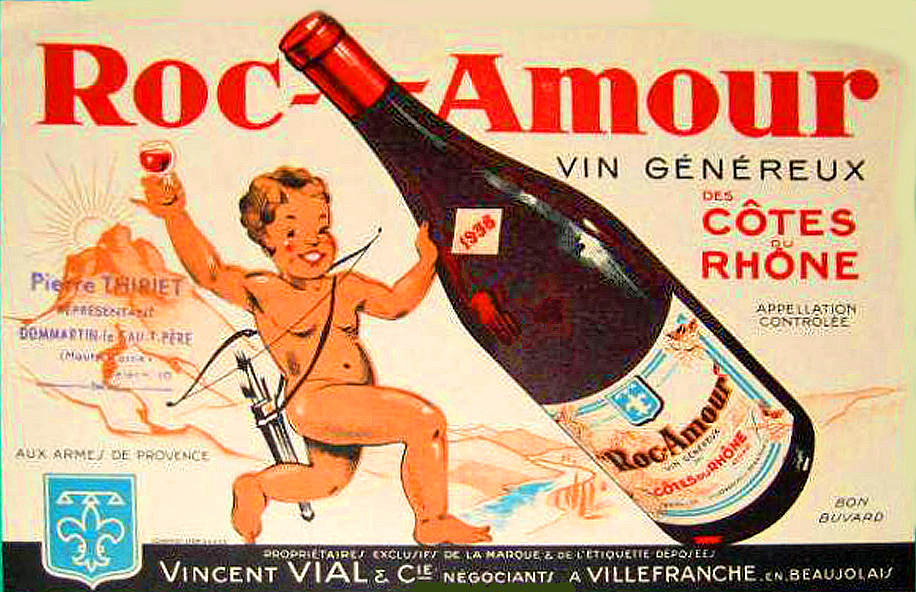
Roc-Amour
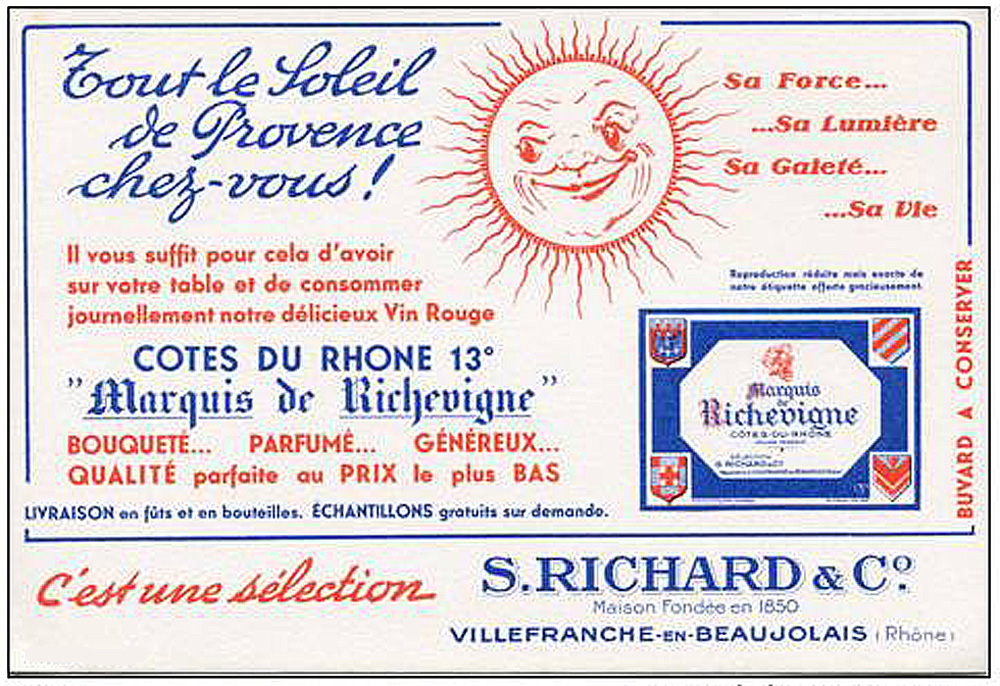
Marquis de Richevigne
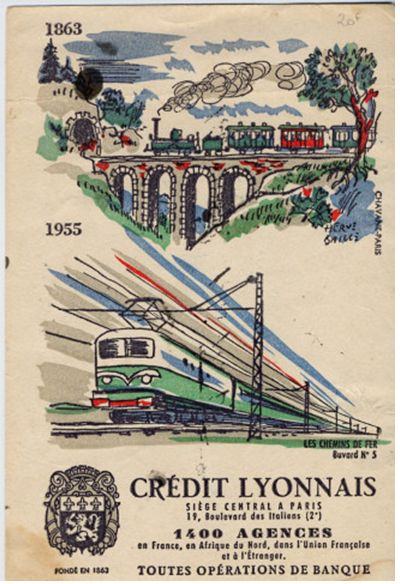
Crédit lyonnais
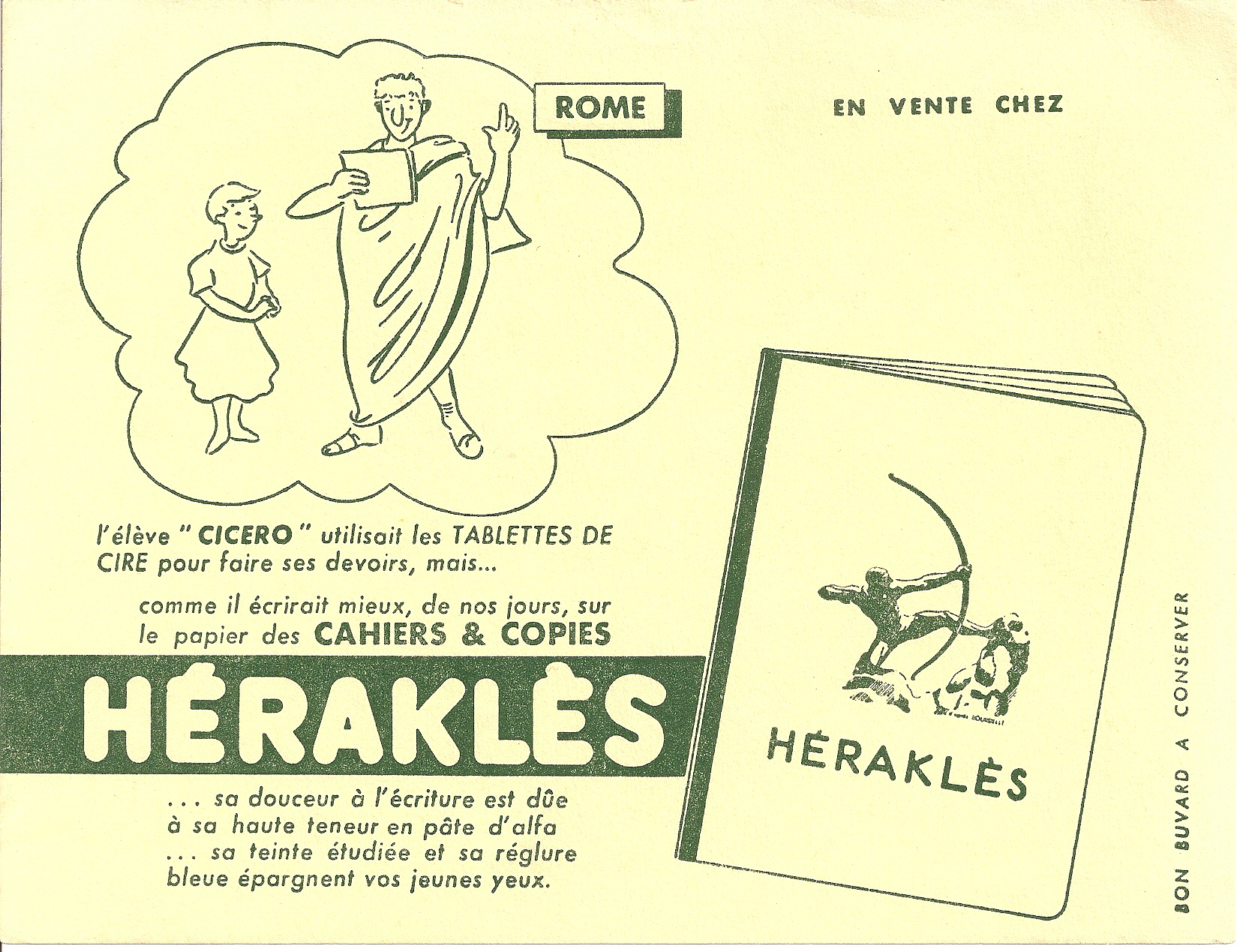
Papier Héraklès
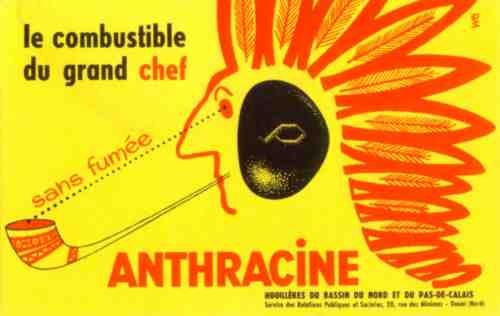
Combustible Anthracine

## Beaux-arts
Le papier buvard s'utilise en dessin surtout par précaution, pour éviter des bavures d'encre dans le travail à la plume. Pour absorber un excès d'encre (un « pâté ») la pointe d'un pinceau sec permet un travail plus précis.
Il sert aussi en encadrement où son moelleux permet un appui doux du papier.

## Autres usages
- Des feuilles de papier buvard absorbant l’humidité sont utilisées dans de nombreux cas, notamment le séchage et restauration de documents. L’exemple le plus typique est la mise sous presse de plantes ou parties de plantes pour constituer un herbier.
- Dans les techniques de gravure, il est utilisé pour enlever l’excès d'eau des papiers préalablement trempés (technique de taille douce) ou pour le séchage définitif des estampes après impression.
- En médecine, de petits morceaux de papier buvard en forme de disque sont utilisés pour recueillir des prélèvements sanguins en vue d'analyses ultérieures, ou pour mesurer le temps de saignement[1].
- Le papier buvard absorbant les parfums, huiles et arômes divers sert de diffuseur dans l'atmosphère. Il est utilisé ainsi dans l'apiculture.
- Le papier d'Arménie est un buvard imprégné de benjoin dissous dans de l'alcool : il se consume lentement en dégageant un arôme caractéristique.
- Le terme buvard est aussi utilisé pour décrire de petits morceaux de papier imbibés d'une substance psychoactive comme le LSD, les DOx ou les NBOMe (qui sont souvent vendus en tant que LSD). Consommés sublingualement, ils sont aussi appelés des Timothy Leary tickets ou simplement des tickets par les anglophones. Plus couramment ils sont désignés en France sous le terme trip.

## Autres significations

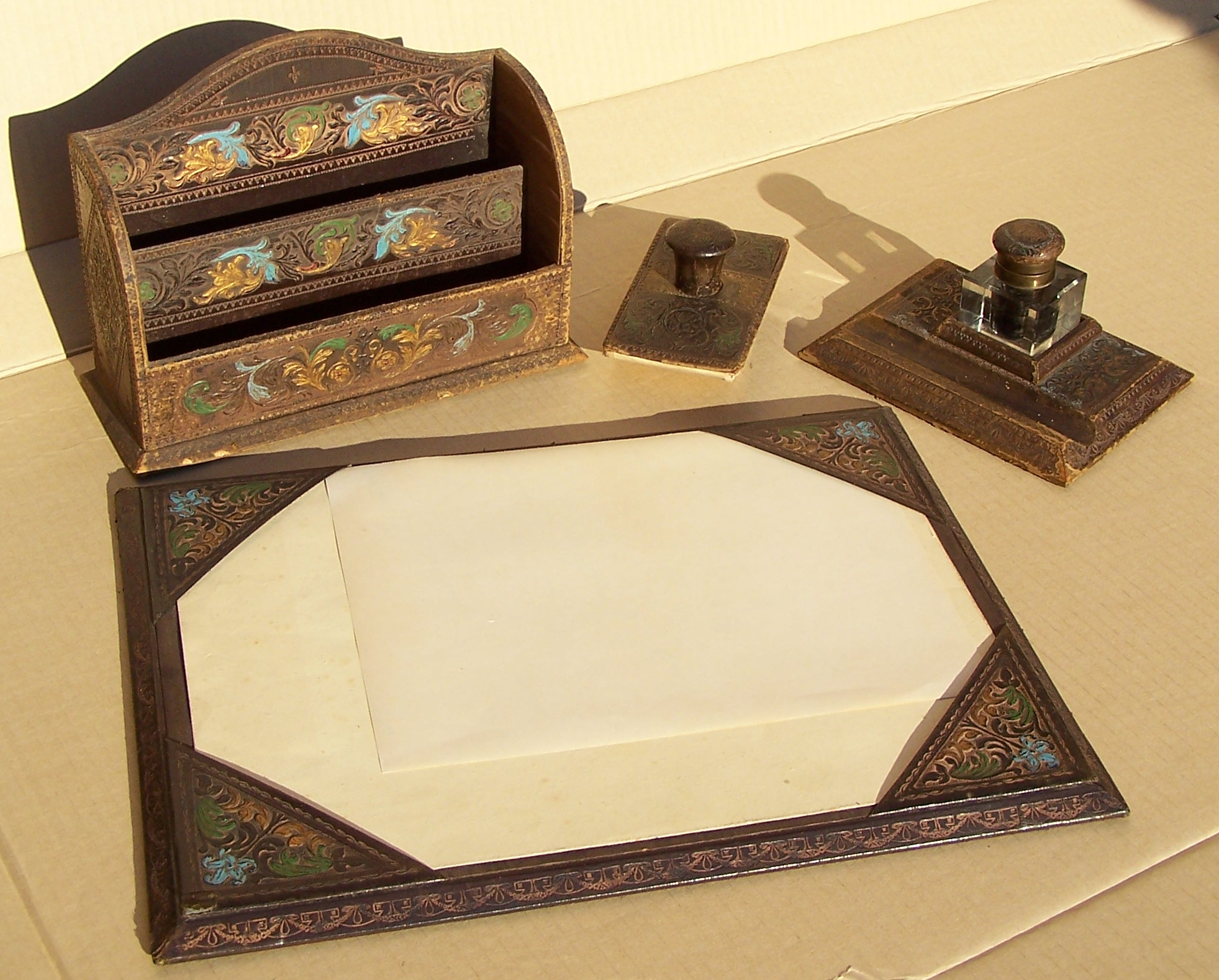
Ensemble de bureau, avec un sous-main et un tampon-buvard

Par synecdoque, on désigne également du nom de buvard un sous-main protégeant le plan de travail du bureau. Garni généralement de plusieurs couches superposées de ce papier, il sert de support d'écriture et de protection de la surface du bureau.